# Törpebolygó

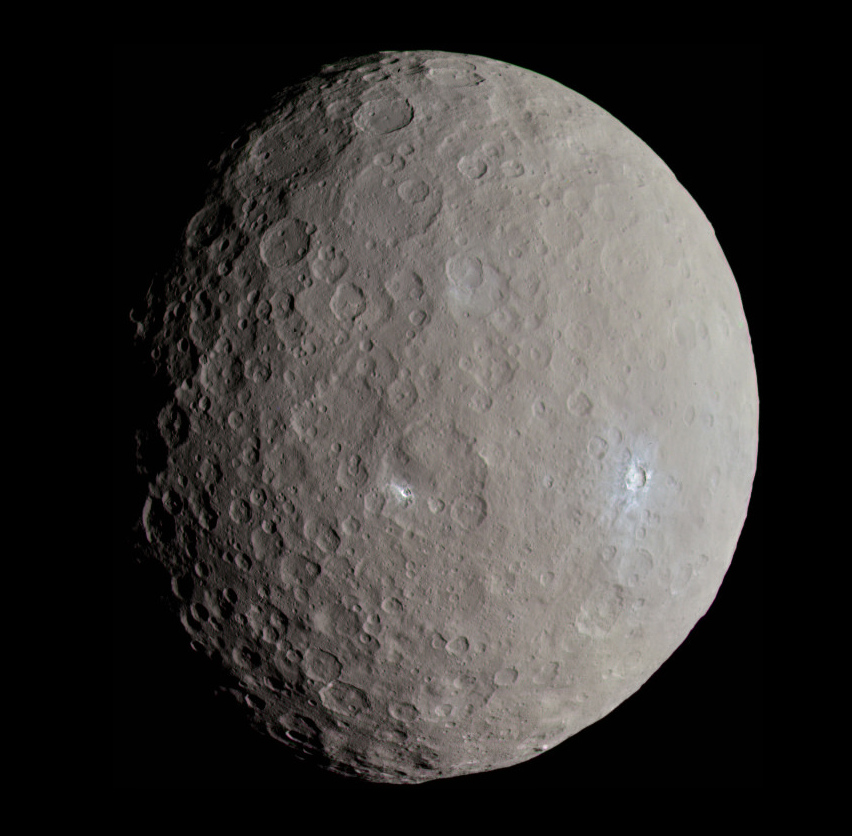
A Ceres törpebolygó a Dawn űrszonda fényképén

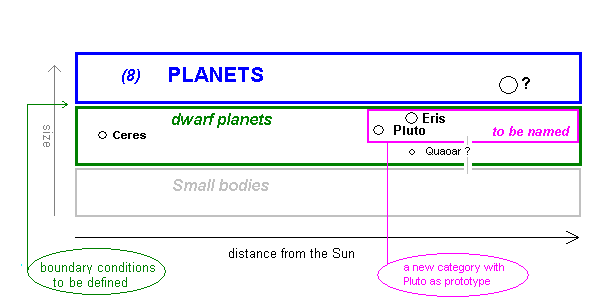
A bolygók csillagászati kategóriájának definíciós rendszere

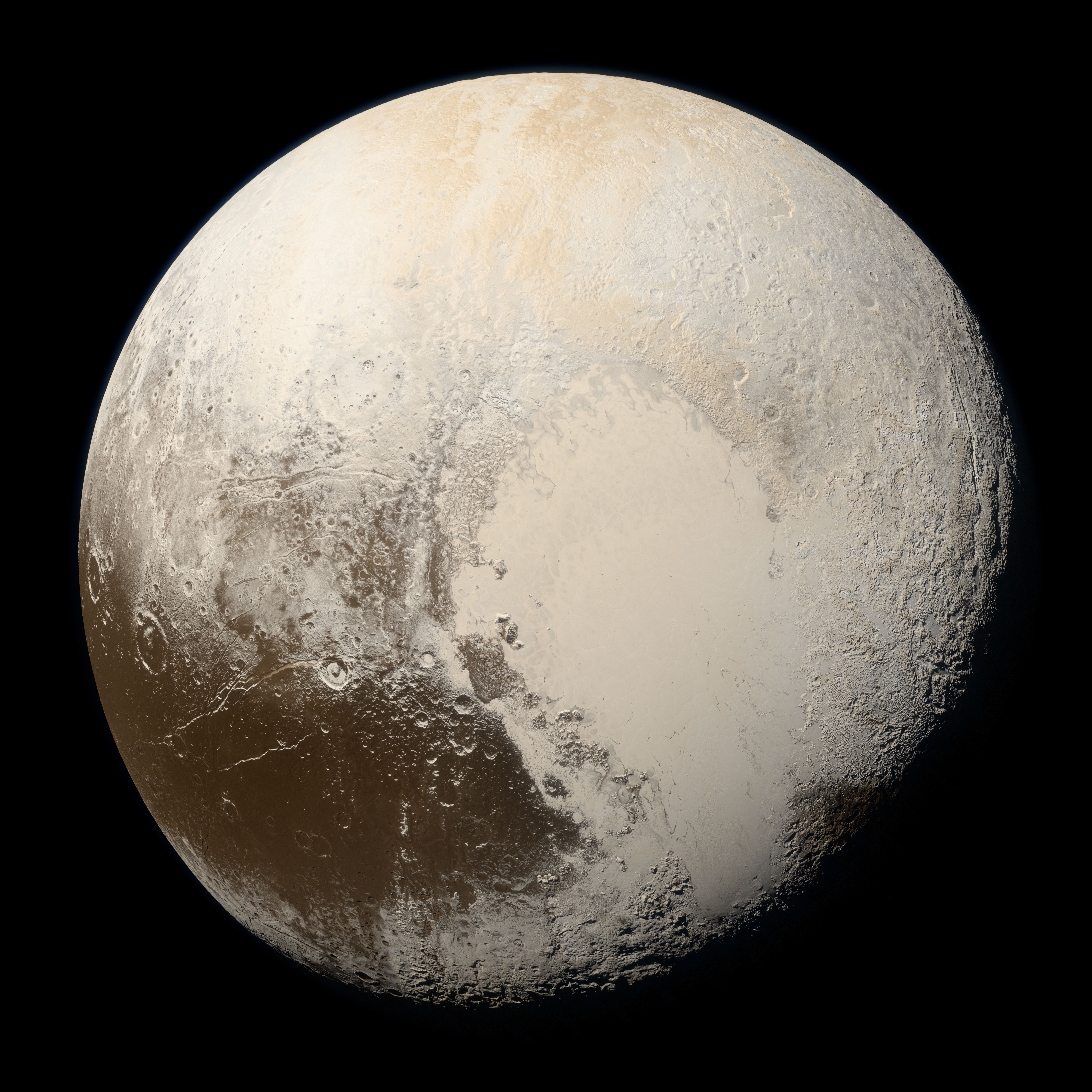
A Pluto az New Horizons fényképén

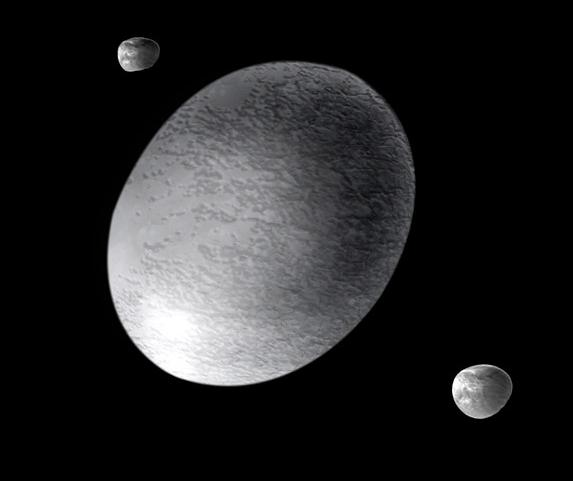
A Haumea és két holdja, a Hiʻiaka és Namaka (művészi ábrázolás)

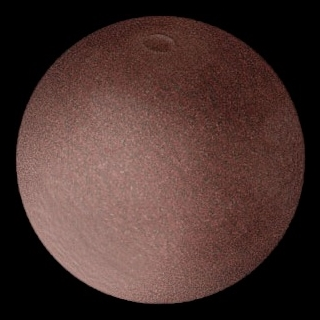
A Makemake elképzelt látképe (művészi ábrázolás)

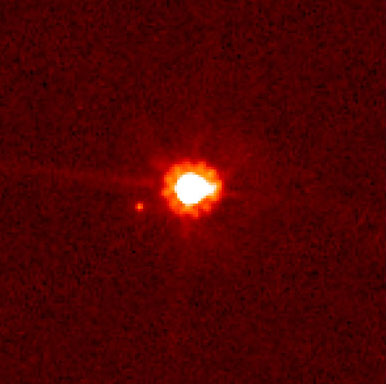
Az Eris, ahogyan a Hubble űrtávcső felvételén látszik

A törpebolygó a Naprendszerben keringő égitestek egyik típusa, átmenetet képez a bolygók és a kisbolygók között. Olyan égitest, amely a Nap körül kering (azaz nem egy másik bolygó holdja), elegendően nagy tömegű ahhoz, hogy kialakuljon a hidrosztatikai egyensúlyt tükröző alak, vagyis alakja a gömbhöz közelít, de nem söpri tisztára a pályáját övező térséget.
Alkategóriája a plutoida, amely a Neptunusz pályáján túl keringő törpebolygót jelöl. Négy tagja ismert: a Pluto, a Makemake, a Haumea és az Eris (2003 UB313). (A Ceres, mivel egyedüli a kisbolygóövben, nem képez alkategóriát.)
A törpebolygó égitesttípust a Nemzetközi Csillagászati Unió 2006. augusztus 14. és augusztus 25. között Prágában megrendezett huszonhatodik kongresszusán úgy határozta meg, hogy a törpebolygó egy olyan égitest, amely:
- közvetlenül a Nap körüli pályán kering,
- elég masszív ahhoz, hogy gravitációs erők formálják ki alakját (gömbhöz közeli alakúra), semmint hogy pusztán mechanikai erőhatások formálják (pl. ellipszoid alakúra),
- a keringési pályáját nem tisztította meg a kisebb törmelékektől.

Még jobban kifejezve ez egy, a bolygókhoz közeli tömegű égitest, melynek tömege elegendő ahhoz, hogy akkora belső nyomás alakuljon ki a belsejében, hogy a hidrosztatikus egyensúly közel gömb alakúra formálja, de még nem elegendő ahhoz, hogy a pályáján minden törmeléket magához vonzzon vagy kilökjön onnan.
A bolygóktól elkülönülő égitesttípus szükségessége már a Pluto felfedezésekor felmerült, mivel annak tömege és pályája is nagymértékben különbözik a többi bolygóétól, viszont a kisbolygók közé sem illett. 2003-ban és 2005-ben a viták a Sedna és az Eris felfedezésével kiújultak azok besorolása miatt, s ennek eredményeként született meg a törpebolygó kategória 2006-ban.
A meghatározás és a besorolások azonban a csillagászok között további vitát váltottak ki, és azokat nem fogadták el egyhangúlag. A Pluto kizárása a bolygók sorából egyesek szerint már szükségessé vált, ahogy Mike Brown, az Eris törpebolygó felfedezője is állította, ugyanakkor a törpebolygó kifejezést (angolul: dwarf planet) 1990-ben létrehozó Alan Stern nem értett egyet a döntéssel.
A Nemzetközi Csillagászati Unió jelenleg öt törpebolygót ismer el hivatalosan. Ugyanakkor ezen égitestek közül csak a Ceres és a Pluto esetében áll rendelkezésre annyi megfigyelés, amely alapján biztosan megállapítható róluk, hogy megfelelnek a fentebbi definíciónak, különösen annak harmadik pontjának. Mivel az Eris törpebolygó nagyobb tömegű, mint a Pluto, ezt is elfogadták törpebolygóként. Rajtuk kívül még két égitestről (a Makemake és a Haumea törpebolygókról) feltételezik általánosan, hogy megfelelnek, ezért ezeket is elfogadta a szervezet törpebolygóként. Ezeken kívül azonban egyes feltételezések szerint több száz törpebolygó is keringhet a Naprendszeren belül, akár a kisbolygók között is, akár távolabbi pályákon. Becslések szerint a Kuiper-öv és az azon túli területek részletesebb feltérképezésével 2000 fölé is emelkedhet a potenciális törpebolygók száma.
Mike Brown 2011 augusztusában publikált műve alapján 390 égitestről feltételezhető, hogy megfelel a fentebbi követelményeknek. Brown művében az említett öt égitesten felül még négyet (a Gonggong, a Sedna, a Quaoar és az Orcus (2004 DW)) javasolt felvenni a törpebolygók körébe, de ezenfelül még legalább egy tucatnyiról erősen valószínűsítette, hogy megfeleltethetők a követelményeknek.

## A fogalom kidolgozásának története
A 21. század eleji felfedezések időszakáig a csillagászoknak nem volt különösebb szükségük arra, hogy pontosan körülírják a bolygók fogalmát és kritériumait. A Pluto 1930-as felfedezésével a Naprendszer bolygóinak száma kilencre emelkedett, és a többi Naprendszeren belüli égitest számát az aszteroidákkal és az üstökösökkel együtt több ezerre becsülték. Közel 50 éven keresztül a Plutóról azt hitték, hogy nagyobb méretű, mint a Merkúr, de a Pluto egyik holdjának, a Charonnak az 1978-as felfedezésével lehetővé vált, hogy jóval pontosabb méréseket tudjanak elvégezni a bolygó valós méreteivel kapcsolatban, és a tudósok ez alapján képesek lettek meghatározni, hogy a bolygó jóval kisebb, mint azt az előző becslések alapján gondolták. A Plutónak durván huszadannyi a tömege, mint a Merkúré, amely alapján a Pluto lett messze a legkisebb bolygó a Naprendszeren belül. Bár tömege több mint tízszerese a kisbolygóöv legnagyobb tagjához képest, de a Föld bolygóhoz tartozó Hold tömegének csak egy ötöde. Emellett a Pluto rendelkezik még néhány további sajátos jellemzővel is, mint például a keringési excentricitása, illetve a nagy keringési pályaelhajlás, amelyek alapján nyilvánvalóvá vált, hogy rendkívül eltér a többi bolygótól.
Az 1990-es években a csillagászok sorra fedezték fel a Plutón túli kisebb égitestek övezetét, a Kuiper-övet, amely jóval a Plutón túli területekre terjed ki. Sokuk felfedezése egyre közelebb hozta annak az elképzelésnek a létrejöttét, miszerint a Pluto valójában egy másik típusú bolygócsalád egyik legnagyobb tagja, a plutoidáké. Ez a felfedezés számos csillagászt arra vezetett, hogy a Plutót már ne sorolja be a klasszikusan vett bolygók közé. Számos elnevezés született azon kisméretű, a Naprendszeren belül keringő égitestek megnevezésére, melyeket ma törpebolygóknak hívunk. Néhány ezek közül a kisbolygó, a félbolygó, a planetoid, melyek elterjedése nem vált közkeletűvé. 2005-ben a tudományos irodalomban több, a Plutóval összevethető tulajdonságokkal rendelkező égitest létezéséről is beszámoló jelent meg, ezek a Quaoar, a Sedna és az Eris voltak. Ezért egyre nyilvánvalóbbá vált, hogy a bolygókról alkotott eddigi elképzeléseinket át kell formálni az újabb felfedezések tükrében.
2006-ban az Eris törpebolygóról még azt állították egyes nem hivatalos források, hogy az a Naprendszer tizedik bolygója lehet, mivel mérete némiképp nagyobb, mint a Plutóé. Ennek tisztázására összeült a Nemzetközi Csillagászati Unió (IAU) gyűlése 2006 augusztusában, Prágában, hogy megvitassák a kialakult helyzetet. Az IAU elsődleges változatai még arról szóltak, hogy az Eris, a Ceres és a Charon a bolygók listáján szerepeljenek. Számos csillagász elfogadta ezen indítványt, de ekkor az uruguayi születésű Julio Ángel Fernández felvetette, hogy hozzanak létre egy köztes kategóriát, amelybe a Charon kivételével beletartozna a Pluto, a Ceres és az Eris is, amely kategóriát planetezimáloknak neveznék. A Charonnak a listáról való levételével, valamint azzal a meghatározással, hogy ezek az égitestek nem lehetnek akkora tömegűek, hogy megtisztítsák keringési pályájukat, a javasolt kategória már közelebb állt a most elfogadottnak tekintett meghatározásokhoz.
Az IAU döntése alapján a végső meghatározások a következők lettek:
- bolygók, amelyek
  - a) olyan égitestek, amelyek a Nap körül keringenek,
  - b) elegendően nagy tömeggel rendelkeznek ahhoz, hogy formájuk a hidrosztatikus egyensúly miatt közel gömb formájú legyen, illetve
  - c) elegendő tömegűek ahhoz, hogy keringési pályájukat képesek legyenek megtisztítani az ott található törmelékektől.
- törpebolygók, olyan égitestek, amelyek a Nap körül keringenek, valamint rendelkeznek akkora tömeggel, hogy gravitációs vonzásuk hidrosztatikus egyensúlyt eredményez a felszínükön.
- egyéb égitestek, amelyek a Nap körüli pályán keringenek és összefoglaló néven kis naprendszeri égitesteknek hívjuk őket (természetesen ebbe a mesterséges objektumok, pl. a műholdak nem tartoznak bele).

Maga a törpebolygó kifejezés kissé félrevezető, hiszen nyelvtani és jelentéstani szempontból azt sugallja, hogy tulajdonképpen bolygókról van szó. A Nemzetközi Csillagászati Unió 5A jelű megoldásában, valamint az 5B megoldásban azt taglalják, hogy a törpebolygók valójában a bolygók egyik alcsoportja, megkülönböztetve őket ezáltal a többi nyolc, úgynevezett "klasszikus" bolygótól. Ebben az értelemben nyolc "klasszikus" bolygóról, illetve négy további törpebolygóról beszélhetünk akkor, amikor bolygókról esik szó. Ugyanakkor az 5B megoldás némiképp aláássa az 5A megállapodás egyes pontjait, ezért a törpebolygó kategóriát emiatt csak félig tekinthetjük hivatalosan elfogadott indítványnak. Nyelvtanilag félrevezető a törpebolygó megfogalmazás, amely valójában egy olyan égitestet jelöl, amelyik nem is tartozik a hagyományos értelemben vett bolygók közé, ugyanakkor a törpecsillag például azért nem jó, mert ezen égitestek nem csillagok, ezért különböző alternatívaként felmerült még a nanobolygó, illetve a félbolygó kifejezés is. Ennek ellenére a törpebolygó kifejezés azóta már túlságosan elterjedtté vált, ezért ezen már valószínűleg késő változtatni. Ezen kifejezés voltaképpen párhuzamos jelentésű a kisbolygó kifejezéssel, amely szintén nem egy bolygótípust jelöl. A különböző nyelvekben szintén felmerül ennek a kérdéskörnek a problémája; a törpebolygó szóösszetétel ugyanis a következőképpen fest különböző nyelveken: franciául planète naine, németül Zwergplanet, oroszul карликовая планета karlikovaya planeta, arab nyelven كوكب قزم kaukab qazm, kínaiul 矮行星 ǎixíngxīng. A japán szóösszetétel viszont ebben a tekintetben kivételnek számít, mivel ott ez a kifejezés így hangzik: junwakusei 準惑星, ahol a wakusei 惑星 a 'bolygó' jelentéssel bír, míg a jun- 準 előtag nagyjából annyit jelent: majdnem, vagy szub-. Szóval japánul a törpebolygókat szubbolygóknak, vagy "majdnem bolygóknak" hívják. A modern latin szóhasználatban a planetulus, vagy planetion kifejezést használják, amely a görög planéta, vagyis bolygó kicsinyítőképzős alakja, melynek jelentése: kisbolygó.

## Törpebolygók
Az IAU öt égitestet kategorizál törpebolygóként:
1. Ceres  – felfedezve: 1801. január 1-jén, ettől fogva fél évszázadon át bolygóként tartották számon, majd visszaminősítették aszteroidává; törpebolygóvá minősítve: 2006. szeptember 13-án
2. Pluto  – felfedezve: 1930. február 18-án, ettől kezdve 76 éven át bolygóként volt nyilvántartva; törpebolygóvá minősítve: 2006. augusztus 24-én
3. Eris  – felfedezve: 2003. október 21-én, a média rövid ideig a tizedik bolygóként említi; törpebolygóvá minősítve: 2006. szeptember 13-án
4. Haumea  - felfedezve: 2004. december 28., törpebolygóvá minősítve: 2008. szeptember 17.[9][10]
5. Makemake  – felfedezve: 2005. március 31-én, törpebolygóvá minősítve: 2008. július 11-én.

Törpebolygók összehasonlító ábrája

| Ceres    | Aszteroida-öv | 2,77  | 4,60   | 17,882 | 10,59° | 0,079 | 0,33  |
| Pluto    | Kuiper-öv     | 39,48 | 248,09 | 4,666  | 17,14° | 0,249 | 0,077 |
| Haumea   | Kuiper-öv     | 43,13 | 283,28 |        | 28,22° | 0,195 | 0,020 |
| Makemake | Kuiper-öv     | 45,79 | 309,9  | 4,419  | 28,96° | 0,159 | 0,02  |
| Eris     | Szórt korong  | 67,67 | 557    | 3,436  | 44,19° | 0,442 | 0,10  |

| A törpebolygók fizikai jellemzői | A törpebolygók fizikai jellemzői        | A törpebolygók fizikai jellemzői | A törpebolygók fizikai jellemzői | A törpebolygók fizikai jellemzői | A törpebolygók fizikai jellemzői | A törpebolygók fizikai jellemzői | A törpebolygók fizikai jellemzői | A törpebolygók fizikai jellemzői | A törpebolygók fizikai jellemzői | A törpebolygók fizikai jellemzői | A törpebolygók fizikai jellemzői | A törpebolygók fizikai jellemzői | A törpebolygók fizikai jellemzői |
| Név                              | Egyenlítői átmérő a Holdhoz viszonyítva | Egyenlítői átmérő (km)           | Tömege a Holdhoz viszonyítva     | Tömege (·1021 kg)                | Sűrűség (g/cm³)                  | Felszíni gravitáció (m/s²)       | Szökési sebesség (km/s)          | Tengely inklináció               | Forgási idő (nap)                | Holdak                           | Felszíni hőm. (K)                | Atmoszféra                       |                                  |
| -------------------------------- | --------------------------------------- | -------------------------------- | -------------------------------- | -------------------------------- | -------------------------------- | -------------------------------- | -------------------------------- | -------------------------------- | -------------------------------- | -------------------------------- | -------------------------------- | -------------------------------- | -------------------------------- |
| Ceres                            | 28%                                     | 974,6±3,2                        | 1,3%                             | 0,94                             | 2,08                             | 0,27                             | 0,51                             | ≈ 3°                             | 0,38                             | 0                                | 167                              | nincs                            |                                  |
| Pluto                            | 66%                                     | 2306±20                          | 17,8%                            | 13,05                            | 2,0                              | 0,58                             | 1,2                              | 119,59°                          | −6,39                            | 5                                | 44                               | tranziens                        |                                  |
| Haumea                           | ≈ 37%                                   | 1300±?                           | 5,5%                             | 4,01 ± 0,04                      | 2,6–3,3 (?)                      | 0,44                             | 0,84                             |                                  | 0,16                             | 2                                | 32 ± 3                           | ?                                |                                  |
| Makemake                         | 41%                                     | 1420±60                          | ≈ 4% ?                           | ≈ 3 ?                            | ?                                |                                  |                                  | ?                                | 0,32                             | 0                                | ≈ 30                             | tranziens?                       |                                  |
| Eris                             | 67%                                     | 2326±12                          | 22,7%                            | 16,7                             | 2,5                              | ≈ 0,8                            | 1,3                              |                                  | ≈ 1 (0,75–1,4)                   | 1                                | ≈ 42                             | tranziens?                       |                                  |
|                                  |                                         |                                  |                                  |                                  |                                  |                                  |                                  |                                  |                                  |                                  |                                  |                                  |                                  |

| Orcus        | Kuiper-öv    | 39,17  | 245,18  |  | 20,57° | 0,227 | 0,003       |
| Salacia      | Kuiper-öv    |        |         |  |        |       |             |
| 50000 Quaoar | Kuiper-öv    | 43,405 | 285,97  |  | 8,00°  | 0,039 | 0,007–0,010 |
| Gonggong     | Szórt korong | 67,21  | 550,98  |  | 30,70° | 0,500 | ?           |
| Sedna        | -            | 518,57 | ≈11,400 |  | 11,93° | 0,853 | ?           |

| A majdnem biztosan törpebolygónak vehető égitestek fizikai jellemzői | A majdnem biztosan törpebolygónak vehető égitestek fizikai jellemzői | A majdnem biztosan törpebolygónak vehető égitestek fizikai jellemzői | A majdnem biztosan törpebolygónak vehető égitestek fizikai jellemzői | A majdnem biztosan törpebolygónak vehető égitestek fizikai jellemzői | A majdnem biztosan törpebolygónak vehető égitestek fizikai jellemzői | A majdnem biztosan törpebolygónak vehető égitestek fizikai jellemzői | A majdnem biztosan törpebolygónak vehető égitestek fizikai jellemzői | A majdnem biztosan törpebolygónak vehető égitestek fizikai jellemzői | A majdnem biztosan törpebolygónak vehető égitestek fizikai jellemzői | A majdnem biztosan törpebolygónak vehető égitestek fizikai jellemzői | A majdnem biztosan törpebolygónak vehető égitestek fizikai jellemzői | A majdnem biztosan törpebolygónak vehető égitestek fizikai jellemzői | A majdnem biztosan törpebolygónak vehető égitestek fizikai jellemzői |
| Név                                                                  | Egyenlítői átmérő a Holdhoz viszonyítva                              | Egyenlítői átmérő (km)                                               | Tömeg a Holdhoz viszonyítva                                          | Tömeg (·1021 kg)                                                     | Sűrűség (g/cm³)                                                      | Felszíni gravitáció (m/s²)                                           | Szökési sebesség (km/s)                                              | Tengely hajlásszöge                                                  | Keringési idő (napokban)                                             | Holdak száma                                                         | Felszíni hőm. (K)                                                    | Atmoszféra                                                           |                                                                      |
| -------------------------------------------------------------------- | -------------------------------------------------------------------- | -------------------------------------------------------------------- | -------------------------------------------------------------------- | -------------------------------------------------------------------- | -------------------------------------------------------------------- | -------------------------------------------------------------------- | -------------------------------------------------------------------- | -------------------------------------------------------------------- | -------------------------------------------------------------------- | -------------------------------------------------------------------- | -------------------------------------------------------------------- | -------------------------------------------------------------------- | -------------------------------------------------------------------- |
| Orcus                                                                | ≈ 22%                                                                | 760–810                                                              | 0,9%                                                                 | 0,63                                                                 |                                                                      |                                                                      |                                                                      |                                                                      | 0,55                                                                 | 1                                                                    |                                                                      |                                                                      |                                                                      |
| 50000 Quaoar                                                         | ≈ 26%                                                                | 890±70                                                               | 1,8–2,6%                                                             | 1,6 ± 0,3                                                            |                                                                      |                                                                      |                                                                      |                                                                      | 0,74                                                                 | 1                                                                    |                                                                      |                                                                      |                                                                      |
| Gonggong                                                             | ≈ 37%                                                                | 1280±210                                                             |                                                                      | ?                                                                    |                                                                      |                                                                      |                                                                      | ?                                                                    | ?                                                                    | 0                                                                    |                                                                      |                                                                      |                                                                      |
| Sedna                                                                | ≈ 30%                                                                | 995 ± 80                                                             | ≈1,4%                                                                | ≈1                                                                   |                                                                      |                                                                      |                                                                      | ?                                                                    | 0,42                                                                 | 0                                                                    | ≈ 12                                                                 |                                                                      |                                                                      |

## Jellemzőik
| Égitest    | Tömeg (ME*) | Λ**     | µ***     |
| ---------- | ----------- | ------- | -------- |
| Merkúr     | 0,055       | 1,9·103 | 9,1·104  |
| Vénusz     | 0,815       | 1,7·105 | 1,35·106 |
| Föld       | 1           | 1,5·105 | 1,7·106  |
| Mars       | 0,107       | 9,3·102 | 5,1·103  |
| Ceres      | 0,00015     | 0,0013  | 0,33     |
| Jupiter    | 317,7       | 1,3·109 | 6,25·105 |
| Szaturnusz | 95,2        | 4,7·107 | 1,9·105  |
| Uránusz    | 14,5        | 3,8·105 | 2,9·104  |
| Neptunusz  | 17,1        | 2,7·105 | 2,4·104  |
| Pluto      | 0,0022      | 0,003   | 0,07     |
| Haumea     | 0,00067     | 2,68    | 0,02     |
| Makemake   | 0,00067     | 2,22    | 0,02     |
| Eris       | 0,0028      | 0,003   | 0,10     |

* ME a Föld tömegéhez viszonyítva.

** Λ = k M² a−3/2,
ahol k = 0,0043 Yg és AU egységekre. A bolygókra Λ > 1.

*** µ = M/m, ahol M az égitest tömege,
és m az aggregált tömege minden egyéb égitestnek
mely megoszlik a keringési zónával. A bolygókra µ > 100.
Alan Stern és Harold F. Levison bevezetett egy lambda paramétert egy másik testtel való találkozás valószínűségére, amely a pálya megváltozását okozhatja. Stern modelljében e paraméter értéke négyzetesen arányos a tömeggel és fordítottan arányos a keringési idővel. Ennek alapján a kapott érték alkalmas annak becslésére, hogy az adott égitest mekkora pályatisztítási képességgel rendelkezik.
Ezt a paramétert felhasználva Steven Soter és más csillagászok a bolygók és törpebolygók megkülönböztetése mellett érveltek, amely azon alapul, hogy az utóbbiak nem képesek „megtisztítani a pályájuk környezetét”; a bolygók képesek ütközéssel, befogással vagy gravitációs zavarással eltávolítani a pályájuk közelében lévő kisebb testeket (vagy olyan pályarezonanciákat létrehozni, amelyek megakadályozzák az ütközést), míg a törpebolygóknak nincs meg az ehhez szükséges tömegük. Soter a továbbiakban egy általa planetáris diszkriminánsnak nevezett paramétert javasolt, amelyet µ-vel jelölt, amely a pályazóna tényleges tisztasági fokának kísérleti mérőszáma. A µ-t úgy számoljuk ki, hogy a jelölt test tömegét elosztjuk a pályazónájába tartozó többi objektum össztömegével.
Számos más séma is létezik a bolygók és törpebolygók megkülönböztetésére.

#### Méretek és tömegek
Ha egy testben a gravitációs vonzerő elegendően nagy belső nyomást kelt, akkor a test anyaga képlékennyé válik, a kellően nagy fokú képlékenység mellett pedig lehetővé válik, hogy a kiemelkedések lesüllyedjenek, a mélyedések pedig feltöltődjenek – ezt a folyamatot gravitációs relaxációnak nevezzük. A néhány kilométernél kisebb méretű testek esetén a nem gravitációs erők az uralkodóak és alakjuk jellemzően szabálytalan, akár törmelékhalmok is lehetnek. A nagyobb testeknél, melyeknél már számottevő a gravitációs erő, de még nem az a meghatározó, ott krumpli alak jelenik meg, minél nagyobb a test tömege, annál nagyobb a belsejében a nyomás, és annál gömbölyűbb az alakja, mígnem a belső nyomás meghaladja a test nyomószilárdságát, és így hidrosztatikus egyensúlyba kerül. Ekkor a test – amennyire forgása és az árapályerők engedik – a lehető legkerekebbé, forgásellipszoid alakúvá válik. Ez a törpebolygóvá váláshoz szükséges feltétel.
Mikor egy test eléri a hidrosztatikus egyensúly állapotát, felszínét valószínűleg teljesen elborítja a folyadék, természetesen a kisebb krátereket, hasadékokat leszámítva. Amennyiben a test nem forog, akkor ez a szint sík, de minél gyorsabban forog egy adott test, annál inkább összenyomott és egyenlőtlen oldalúvá válik ez a réteg. Amennyiben az egész rotáló test felmelegszik és anyaga folyékonnyá válik, akkor alakja nem változik meg. Egy különösen szélsőséges példája ennek a hidrosztatikus egyensúlynak a Haumea, amely kétszer olyan hosszú a fő tengelyénél, mint a sarkoknál számítva.[pontosabban?]

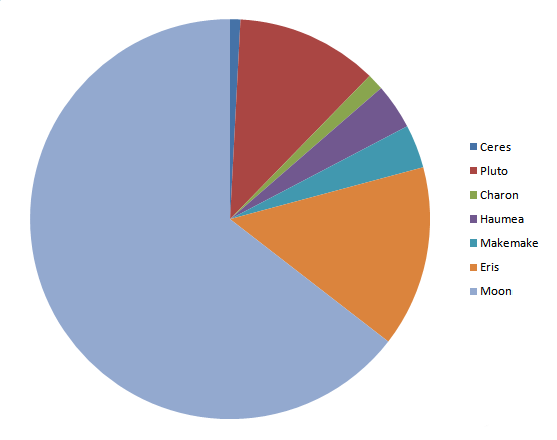
Törpebolygók összehasonlító ábrája a Holddal

A törpebolygók minimális, illetve maximális tömegét egyelőre nem határozta meg a Nemzetközi Csillagászati Unió. Egyelőre nincs meghatározva az, hogyha egy test nagyobb, illetve nehezebb, mint például a Merkúr, de nem tisztította meg a keringési síkját a törmelékektől, akkor az törpebolygónak minősül-e, avagy sem.

## Törpebolygó-jelöltek
A következő égitestek törpebolygó-jellege még nem egyértelműen tisztázott, besorolásuk idővel várható:
1. Pallas – felfedezése 1802. március 28-án történt
2. Juno – felfedezése 1804. szeptember 1-jén történt.
3. Chaos – felfedezése 1998. november 19-én történt.
4. Quaoar – felfedezése 2002. július 5-én történt. Egy holdja van, a Weywot. Gyűrű veszi körül.
5. Sedna – felfedezése 2003. november 14-én történt.
6. Orkusz - felfedezése 2004. február 17-én történt. Egy holdja van, a Vanth
7. Gonggong - felfedezése 2007. július 17-én történt. Egy holdja van, a Xiangliu.
8. Szalacia - felfedezése 2004. szeptember 22-én történt. Egy holdja van, az Acetea.

## További törpebolygó-jelöltek

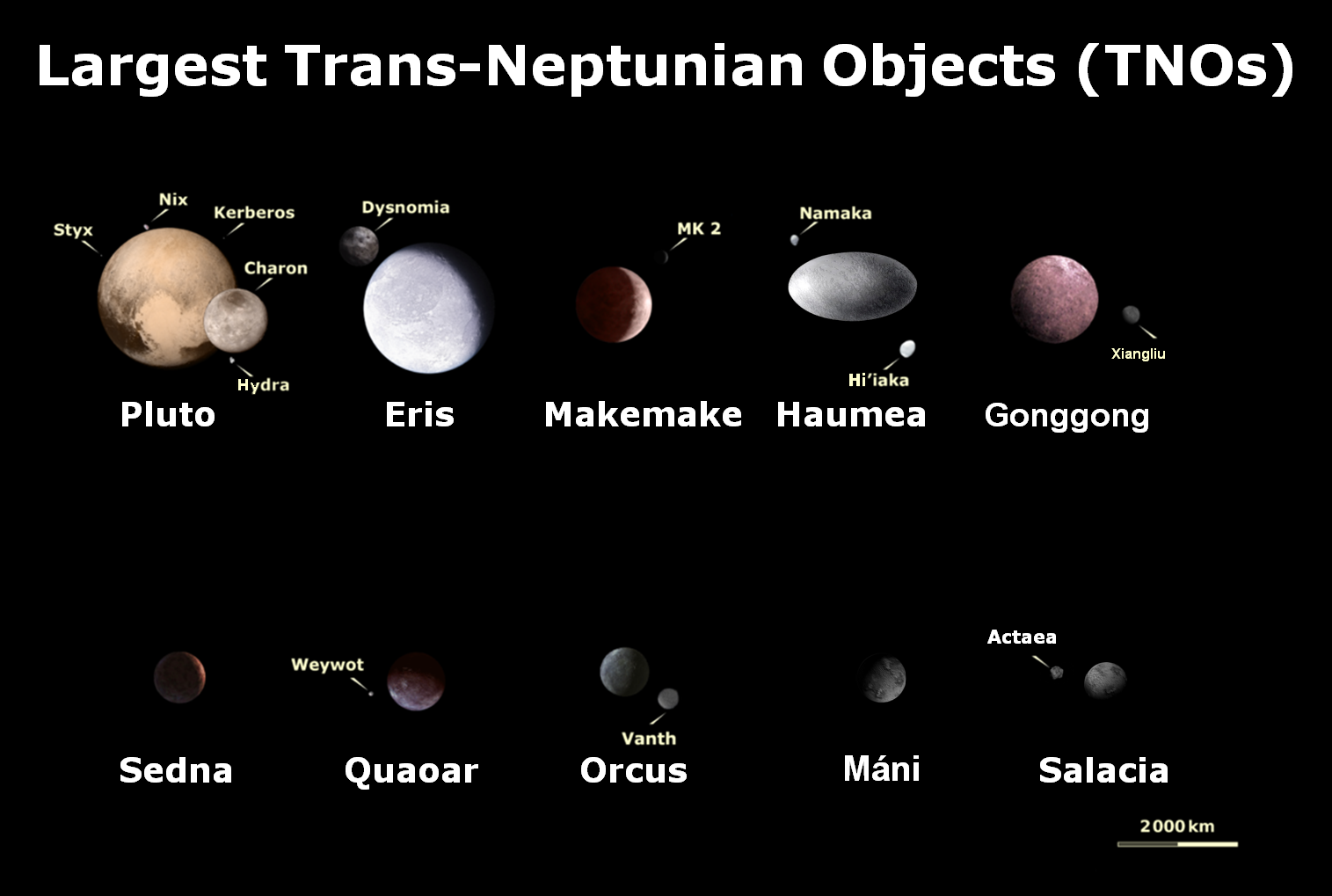
A legnagyobb méretű Neptunuszon túli égitestek való összehasonlító ábrája

A kisbolygóövön belüli második legsűrűbb égitest, a Ceres törpebolygóvá minősítése után nem sokkal a Vesta is be lett sorolva a törpebolygók kategóriájába, mert alakja alapján elkülönül a hidrosztatikus egyensúlyi állapotban lévő testek alakjától, mivel nem sokkal megszilárdulása után egy nagyobb meteorbecsapódás érte felszínét. A törpebolygók fogalmának meghatározásakor nem vették figyelembe ezt az eshetőséget. A Dawn űrjármű Vesta körül végzett 2011. júliusi próbaútja talán segíthet tisztázni ezt a kérdéskört.
Számos Neptunuszon túli égitestről úgy gondolják a szakemberek, hogy felszínüket jég borítja és egyenlítői átmérőjük is csak mintegy 400 kilométer körül lehet, ami nagyjából 3%-a a Föld átmérőjének, melyek elérték a gravitációs egyensúlyi állapotot, amely alapján a Föld-típusú bolygókon belül a törpebolygó alkategóriához tartoznak. Annak ellenére, hogy csak durva becsléseink voltak ezen égitestek valós méreteiről még 2011-ben is, mégis számos kutató úgy véli, hogy a Neptunusz bolygón túli égitestek közt számos törpebolygó akad. Egy kutatócsoport felderített mintegy harminc darabot ezek közül és úgy vélik, hogy a Kuiper-övön belül, illetve annak határától jóval távolabb még további 200 törpebolygó felfedezése várható.

#### Bolygó tömegű holdak
További tizenkilenc hold elég szilárd, illetve elég kerek formájú ahhoz, hogy a törpebolygók kategóriájának megfeleljen. Ezen égitestek jellemzői nem túl jelentős mértékben térnek el a Nemzetközi Csillagászati Unió törpebolygókra vonatkozó meghatározásától, viszont abban igen, hogy nem közvetlenül a Nap körül keringenek, hanem egy másik égitest körül. Ezen 19 lehetséges törpebolygó-jelölt a következő: a Föld Holdja, a Jupiter négy Galilei-holdja (Io, Europa, Ganymedes, Callisto), a Szaturnusz hét holdja (Mimas, Enceladus, Tethys, Dione, Rhea, Titan és Iapetus), az Uránusz öt holdja (Miranda, Ariel, Umbriel, Titánia, Oberon), a Neptunusz holdja a Triton és a Pluto holdja a Charon. Az ezen égitestekre kifejlesztett angol szóösszetételből született planemo ("planetary mass object") kifejezés lefedi a törpebolygók és a Föld-típusú bolygók körül keringő holdak körét. Alan Stern megfogalmazása szerint ezen égitestek a szatellit-bolygók.

## Szakmai viták
A Nemzetközi Csillagászati Unió döntése a törpebolygó definíciójáról számos tudós ellenállását váltotta ki, amelyet különféle formában fejeztek ki. Ellenkampányaik elsősorban plakátragasztásokból és a döntést rosszalló feliratokat tartalmazó pólók viseléséből álltak. Mike Brown, az Eris törpebolygó felfedezője egyetért a bolygók számának nyolcra való csökkentésével.
A NASA bejelentette, hogy új irányvonalak alakultak ki a Nemzetközi Csillagászati Unión belül. Ennek ellenére Alan Stern, a NASA Plútó missziójának igazgatója elvetette az IAU bolygókról született döntését, mind a törpebolygók kategóriájának létrehozása, mind pedig a törpebolygók keringési és más jellemzőit figyelembe vevő kategorizálások szempontjából. 2008-ban ő és csapata ismét elismerte a Plutót, mint a kilencedik bolygót a Naprendszeren belül, és további égitesteket is bolygónak ismert el, beleértve a Ceres és az Eris törpebolygókat is. Számos évvel korábban, mint az IAU meghatározása, Alan Stern még a keringési jellemzőik alapján különböztette meg a bolygókat, úgymint „überplanets” azaz a nyolc Föld-típusú bolygó, valamint „unterplanets”, azaz a törpebolygók.

## Fordítás
- Ez a szócikk részben vagy egészben  a   Dwarf planet című angol Wikipédia-szócikk ezen változatának fordításán alapul.  Az eredeti cikk szerkesztőit annak laptörténete sorolja fel. Ez a jelzés csupán a megfogalmazás eredetét és a szerzői jogokat jelzi, nem szolgál a cikkben szereplő információk forrásmegjelöléseként.